# Relazioni bilaterali tra Italia e Pakistan
Le relazioni bilaterali tra Italia e Pakistan fanno riferimento ai rapporti diplomatici fra la Repubblica Italiana e la Repubblica islamica del Pakistan, relazioni che al giorno d'oggi sono molto cordiali. L'Italia ha un'ambasciata a Islamabad, un consolato generale a Karachi e un consolato onorario a Lahore. Il Pakistan ha un'ambasciata a Roma e un consolato generale a Milano.
L'Italia è uno dei principali investitori in Pakistan. In particolare il Pakistan ha ricevuto 100 milioni di dollari dall'Italia a seguito di un accordo per lo scambio di innovazioni in ambito sanitario ed educativo. L'Italia inoltre supporta l'adesione del Pakistan all'area di libero scambio tra Pakistan e Unione europea.
In Italia vivono più di 100.000 pakistani, in particolare nelle città di Brescia e Milano, dei quali la maggior parte proviene dalla provincia del Punjab. Nel 2011 Italia e Pakistan istituirono la Conferenza Internazionale di Astrofisica e Relatività, culmine delle relazioni tra i due paesi in ambito scientifico.

## Visite di Stato

### 1967
Nel 1967 il ministro della difesa italiano e futuro Presidente del consiglio Giulio Andreotti visita il Pakistan, venendo accolto con un ricevimento a Karachi dall'ambasciatore Ezio Mizzan.

### 1986
Nel 1986 il Presidente del consiglio Giulio Andreotti visita il Pakistan.

### 2004
Il 28 settembre 2004 il Presidente del Pakistan Pervez Musharraf e la sua consorte visitano il Presidente della Repubblica Italiana Carlo Azeglio Ciampi a Palazzo del Quirinale, ove vengono accolti da Cerimonieri della Presidenza della Repubblica. Nella Sala delle Api fanno la conoscenza della signora Ciampi. I due capi di stato hanno un colloquio nello Studio alla Vetrata, mentre le due first lady colloquiano nel Salottino Napoleonico. Le due first lady fanno poi colazione nella Sala delle Colonne. I due presidenti rilasciano dichiarazioni alla stampa nel Salone dell Feste, e la visita si chiude con la colazione dei due capi di stato nella Sala degli Specchi.

### 2021
Nel settembre del 2021 il Ministro degli affari esteri e della cooperazione internazionale italiano Luigi Di Maio visita il Pakistan.